# Palais Aedes
Le Palais Aedes, communément appelé Palazzo Berlam ou Gratte-ciel Rouge, est un palais du XXe siècle à Trieste, situé au point de rencontre entre le Grand Canal et les rives. Il a été construit entre 1926 et 1928 aux côtés du Palazzo Gopcevich par un projet de l'architecte Arduino Berlam. Le bâtiment s'inspire des nouveaux gratte-ciel en briques rouges de New York et est connu comme le premier véritable gratte-ciel construit à Trieste  . 

## Histoire
Avant l'approbation finale de la construction de la structure actuelle, les plans proposés pour la construction du nouveau bâtiment avaient été rejetés quatre fois, jusqu'à ce qu'en 1926 une proposition soit présentée par la société Aedes, dont les dessins avaient été préparés par l'architecte Giorgio Polli.
Les malentendus et les retards se sont poursuivis jusqu'à ce que le préfet présente directement le projet à Benito Mussolini, qui aurait répondu: « Continuez à aller de l'avant et ne vous occupez pas de ces imbéciles ». 
Le bâtiment a donc été inauguré le 31 août 1928 et acquis par les Assicurazioni Generali en 1932. 
Depuis 2015 il abrite le siège de l'Académie du Groupe Generali.